# James M. Broom
James Madison Broom (*  1776 bei Wilmington, Delaware; † 15. Januar 1850 in Philadelphia, Pennsylvania) war ein US-amerikanischer Politiker. Zwischen 1805 und 1807 vertrat er den Bundesstaat Delaware im US-Repräsentantenhaus.

## Werdegang
James Broom, dessen Vater Jacob zu den Unterzeichnern der US-Verfassung gehörte, besuchte bis 1794 das Princeton College, aus dem die heutige Princeton University hervorgegangen ist. Nach einem anschließenden Jurastudium und seiner im Jahr 1801 erfolgten Zulassung als Rechtsanwalt begann er in New Castle und Wilmington in seinem neuen Beruf zu arbeiten. Politisch war er Mitglied der von Alexander Hamilton gegründeten Föderalistischen Partei. 1804 wurde er als Kandidat seiner Partei in das US-Repräsentantenhaus gewählt, wo er am 4. März 1805 die Nachfolge von Caesar A. Rodney antrat. Im Jahr 1806 wurde er in diesem Amt bestätigt. Broom trat aber am 6. Oktober 1807 von seinem Mandat im Kongress zurück.
Im Jahr 1819 verlegte er seinen Wohnsitz nach Philadelphia, wo er ebenfalls als Rechtsanwalt praktizierte. Im Jahr 1824 wurde er als Abgeordneter in das Repräsentantenhaus von Pennsylvania gewählt. Broom blieb bis zu seinem Tod im Jahr 1850 in Philadelphia wohnhaft. Er war zweimal verheiratet. Aus seiner ersten Ehe mit seiner 1808 verstorbenen Frau Ann stammte der Sohn Jacob, der zwischen 1855 und 1856 für den Staat im Kongress saß.